# Anja Kotar
Anja Kotar, slovenska pevka in pesmopiska, * 25. maj 1997, Ljubljana.

## Začetki v Sloveniji
Ples je začela trenirati pri petih, klasični klavir pa igra od šestega leta. Skozi leta se je udeležila več narodnih in mednarodnih klavirskih tekmovanj, na katerih je bila večkrat nagrajena. Klavirja ni igrala le kot solistka, ampak je bila 3 leta tudi del tria Allegria (skupaj s čelistom in violinistom). Leta 2004 je s svojo show dance skupino zmagala na svetovnem prvenstvu (v show danceu) v nemški Riesi.
Poleg plesa in klavirja jo je od nekdaj zanimalo tudi petje. Leta 2012 se je prijavila na slovenski X Factor. Čeprav je na avdiciji pred sodniki navdušila s svojo izvedbo Adeline »Make You Feel My Love«, zaradi svoje starosti – stara je bila 14 let – ni napredovala v naslednji krog. Preizkusila se je tudi v igralstvu: igrala je v mladinskem filmu Gremo mi po svoje in njegovem nadaljevanju Gremo mi po svoje 2 (vloga sestre snemalca Klemna). Osnovno šolo je obiskovala v Trnovem.

## Selitev v Ameriko
Avgusta 2012 se je z družino (mamo Ireno in očetom Robertom, ki sta tam odprla podjetje, ter bratom Klemnom) preselila v San Jose v Kaliforniji. Tam se je vpisala na konservatorij Valley Christian (Valley Christian Conservatory), glasbena smer – klavir. Na Valley Christianu se je začela udejstvovati na področju glasbenega gledališča in jazza (pela je v jazz zasedbi Room 107, s katero so leta 2013 prejeli nagrado downbeat). V prvem letu je igrala v muzikalih You're a Good Man, Charlie Brown in Guys and Dolls, jeseni 2013 v The Drowsy Chaperone, marca 2014 je v vlogi čarovnice nastopila v Into the Woods, oktobra v Anything Goes (vloga Reno Sweeney), marca 2015 pa v Shrek the Musical (kot zmaj in Humpty Dumpty). Napisala in režirala je svoj lasten muzikal Valentine's Day. Režirala je tudi English Made Simple (december 2014) in muzikal Godspell (maj 2015). V muzikalu se je izpopolnjevala pri newyorški Zvezi broadwayskih umetnikov (Broadway Artists Alliance). Udeležila se je več jazz festivalov in bila na njih kar nekajkrat nagrajena: San Mateo, november 2014 – nagrada za izjemno solistko (Outstanding Soloist Award); Folson, januar 2015 – nagrada za izjemnost (Award of Excellence); El Cerrito, februar 2015, in Reno, april 2015 − nagrada za izjemne glasbene sposobnosti (Outstanding Musicianship Award). Na častnem recitalu (Honors Recital) konservatorija Valley Christian je nastopila tako v letu 2013 (s »Feeling Good«) kot 2014 (z »I Will Always Love You«) in obakrat prejela štipendijo v vrednosti 2000 dolarjev. Prejela je tudi prestižno nagrado VC za izredne umetniške dosežke.
Februarja 2013 se je v Los Angelesu udeležila avdicije za NBC-jev The Voice. Ker je bila njena družina v državi na podlagi delovne vize, je niso mogli spustiti na slepe avdicije (blind auditions), ki so predvajane na televiziji.
Junija 2015 je pri losangeleški Universal Music Group posnela svoj debitantski EP (malo ploščo) Nomad, ki ga je financirala s pomočjo uspešne kampanje na Kickstarterju, septembra pa je pričela s študijem na Glasbenem kolidžu Berklee. Decembra je na svojem Soundcloudu objavila akustični božični EP priredb z naslovom Blue Christmas. EP Nomad je uradno izšel februarja 2016. 2017 je sledil dolgometražni album z istim imenom, 2018 pa še "live" različica.
Udeležila se je avdicije za 16. sezono šova American Idol (2018; avdicije so bile jeseni 2017).
Leta 2019 je zaključila študij glasbene produkcije na Berkleeju in prejela naziv "master of music (in music production, technology, and innovation)".
Zadnji singel z albuma Nomad je bil »Modern Galileo«, videospot za katerega je objavila novembra 2018. Odtlej redno izdaja nove pesmi (do konca leta 2020 jih je izdala 9).

## DSZG 2016
Februarja 2016 je sodelovala na dveh večerih festivala Dnevi slovenske zabavne glasbe: na pop-rock večeru s »Čas je zdaj«, kjer je bila ena izmed superfinalistk, in Emi, slovenskem izboru za evrovizijskega predstavnika v Stockholmu, s »Too Cool«.

## Diskografija
Nosilci zvoka
| Leto | Nosilec zvoka | Pesmi |
| ---- | ------------- | --- |
| 2016 | Nomad – EP    | - Black Soul - Tightrope - Let Them Eat Cake - Nomadic Blues |
| 2017 | Nomad         | - Prologue - How to Be Cool - Eighteen - Happy Pill - Put the Gun Down - Theory of Relativity - Coltrane - Modern Galileo - Poster Child of California - Finale |
| 2018 | Nomad (Live)  | - Intro (Live) - How to Be Cool (Live) - Eighteen (Live) - Happy Pill (Live) - Theory of Relativity (Live) - Poster Child of California (Live)                  |

Pesmi
| Leto | Pesem                      | Digitalni singel | Video | Album      |
| ---- | -------------------------- | ---------------- | ----- | ---------- |
| 2016 | Tightrope                  |                  | ✓     | Nomad – EP |
| 2016 | Čas je zdaj                |                  |       | —          |
| 2016 | Too Cool                   | ✓                |       | —          |
| 2017 | How to Be Cool             |                  | ✓     | Nomad      |
| 2017 | Eighteen                   |                  | ✓     | Nomad      |
| 2018 | Happy Pill                 |                  | ✓     | Nomad      |
| 2018 | Poster Child of California | ✓                | ✓     | Nomad      |
| 2018 | Theory of Relativity       | ✓                | ✓     | Nomad      |
| 2018 | Coltrane                   | ✓                | ✓     | Nomad      |
| 2018 | Modern Galileo             | ✓                | ✓     | Nomad      |
| 2019 | Kids                       | ✓                | ✓     | —          |
| 2019 | 1500                       | ✓                | ✓     | —          |
| 2019 | Brain                      | ✓                | ✓     | —          |
| 2019 | Digital Diary              | ✓                | ✓     | —          |
| 2019 | House Party                | ✓                | ✓     | —          |
| 2020 | Really Like You            | ✓                |       | —          |
| 2020 | Tuscany                    | ✓                | ✓     | —          |
| 2020 | Woo!                       | ✓                | ✓     | —          |
| 2020 | Simple                     | ✓                | ✓     | —          |

Kot gostujoča izvajalka
- 2018: Take My Dance – Hyu feat. Anja Kotar
- 2018: Chica − Hyu feat. Anja Kotar & Ezra
- 2019: Superficial Love – Joza feat. Anja Kotar
- 2019: Friends – Sam Smyers feat. Anja Kotar
- 2020: Never Let You Go – Fluencie feat. Anja Kotar
- 2020: Bottle It Up – Joza feat. Anja Kotar
- 2020: Balance – Fluencie feat. Anja Kotar
- 2020: Energized – Samurai Del feat. Anja Kotar
- 2020: Pink Tint − Bread.Man feat. Anja Kotar & Ollie Costolloe